# Francesco Martino (politico)
Francesco Martino (Messina, 24 marzo 1937 – Messina, 3 ottobre 2017) è stato un politico italiano, ex presidente della Regione Siciliana.

## Biografia
Docente universitario a Messina, è nipote dell'ex ministro degli Esteri Gaetano Martino. Esponente del Partito Liberale Italiano, è stato consigliere provinciale a Messina.
È stato eletto deputato all'Assemblea regionale siciliana nel 1976 nella lista del PLI ed è rieletto per quattro legislature, fino al 1996. È stato assessore regionale al Territorio dal 1981 al 1982 e all'Industria dal 1984 al 1985 e dal 1986 al 1987.
È stato presidente della Regione in un governo centrista (48°), dal 21 dicembre 1993 al 16 maggio 1995, dopo la stagione delle stragi di mafia, in un momento di transizione della prima repubblica.
Nel 1996 non si ricandida e fa un'esperienza nel Comitato delle Regioni dell'Unione europea e poi si ritira dalla politica.